# 169街車站 (IND皇后大道線)
169街車站（英語：169th Street station），是紐約地鐵IND皇后林蔭路線的一個慢車地鐵站，位於皇后區169街及山邊大道交界，設有F線（任何時候停站）列車服務。此站也是在BMT位於牙買加大道上的168街車站1977年關閉後距離165街巴士總站最近的地鐵站。

## 車站結構
| 街道層 |          | 出入口                                                                         |
| 夾層   | 夾層     | 閘機、車站詢問處 、MetroCard自動售票機                                         |
| 月台層 | 側式月台 | 側式月台                                                                       |
| 月台層 | 南行慢車 | ← 往康尼島-斯提威爾大道 (帕森斯林蔭路)                                         |
| 月台層 | 南行快車 | ← 不停靠（只限繁忙時段）                                                       |
| 月台層 | 北行快車 | → 不停靠（只限繁忙時段） →                                                     |
| 月台層 | 北行慢車 | → 往牙買加-179街 (two p.m. rush hour trips) (總站) → → 往牙買加-179街 (總站) → |
| 月台層 | 側式月台 |                                                                                |

此站設有兩個側式月台和四條軌道，以及月台上方一個全長的夾層，在兩個月台之間另有跨線橋。往179街方向月台設有7條樓梯，而曼哈頓則受夾層狹窄影響只有5條。179街方向樓梯樓底較低，天花板的白色瓷磚印有黑色「切勿跳起」的警告字句。

## 外部連結
- nycsubway.org—IND Queens Boulevard Line: 169th Street
- Station Reporter — F Train
- The Subway Nut — 169th Street Pictures（页面存档备份，存于）
- 169th Street entrance from Google Maps Street View（页面存档备份，存于）
- 168th Street entrance from Google Maps Street View
- Platform from Google Maps Street View （页面存档备份，存于）